# Senza sorriso
Senza sorriso (Sin la sonrisa de Dios) è un film del 1955 diretto da Julio Salvador.

## Trama
Il piccolo Piquin, orfano di madre, è cresciuto tra le umiliazioni e lo sfruttamento del padre alcolizzato e della perfida zia, che gli requisiscono i pochi soldi guadagnati dal lavoro di strillone. A scuola le cose non vanno meglio; viene ripetutamente sospeso e ancora umiliato dai maestri.
Col nuovo anno scolastico si presenta per Piquin un bagliore di bontà sotto forma del nuovo maestro Ponte, il quale lo prende in simpatia e capisce di doverlo trattare con modi gentili, contrariamente a quella che è stata la sua vita fino a quel momento.

## Produzione
Il film è stato girato a Barcellona.